# Gevlamde bladroller
De gevlamde bladroller (Archips xylosteana), vroeger wel houtvlambladroller genoemd, is een nachtvlinder uit de familie Tortricidae (bladrollers). De vlinder heeft een spanwijdte tussen de 15 en 23 millimeter. De vlinder komt ,vooral op zandgrond, algemeen voor in heel Europa.
De vliegtijd loopt van juni tot en met augustus. De rupsen overwinteren en voeden zich met vele soorten loofbomen. Een voorkeur lijkt te bestaan voor eik, maar ook vruchtbomen als appel en peer worden als waardplant gebruikt.